# Mount Stagnaro
Mount Stagnaro ist ein 1130 m hoher Berg im westantarktischen Marie-Byrd-Land. Er ragt 5 km ostnordöstlich des Mount González in den Sarnoff Mountains der Ford Ranges auf.
Wissenschaftler der United States Antarctic Service Expedition (1939–1941) kartierten ihn. Das Advisory Committee on Antarctic Names benannte ihn 1980 nach dem Funkamateur John Andrew Stagnaro (1911–1979) aus dem kalifornischen La Crescenta-Montrose, der in den 1970er Jahren Funkverbindungen zur Amundsen-Scott-Südpolstation, McMurdo-Station, Palmer-Station und Siple-Station zur Kommunikation der dort tätigen Wissenschaftler mit ihren Familien ermöglicht hatte.